# Vierkant (bouwkunde)

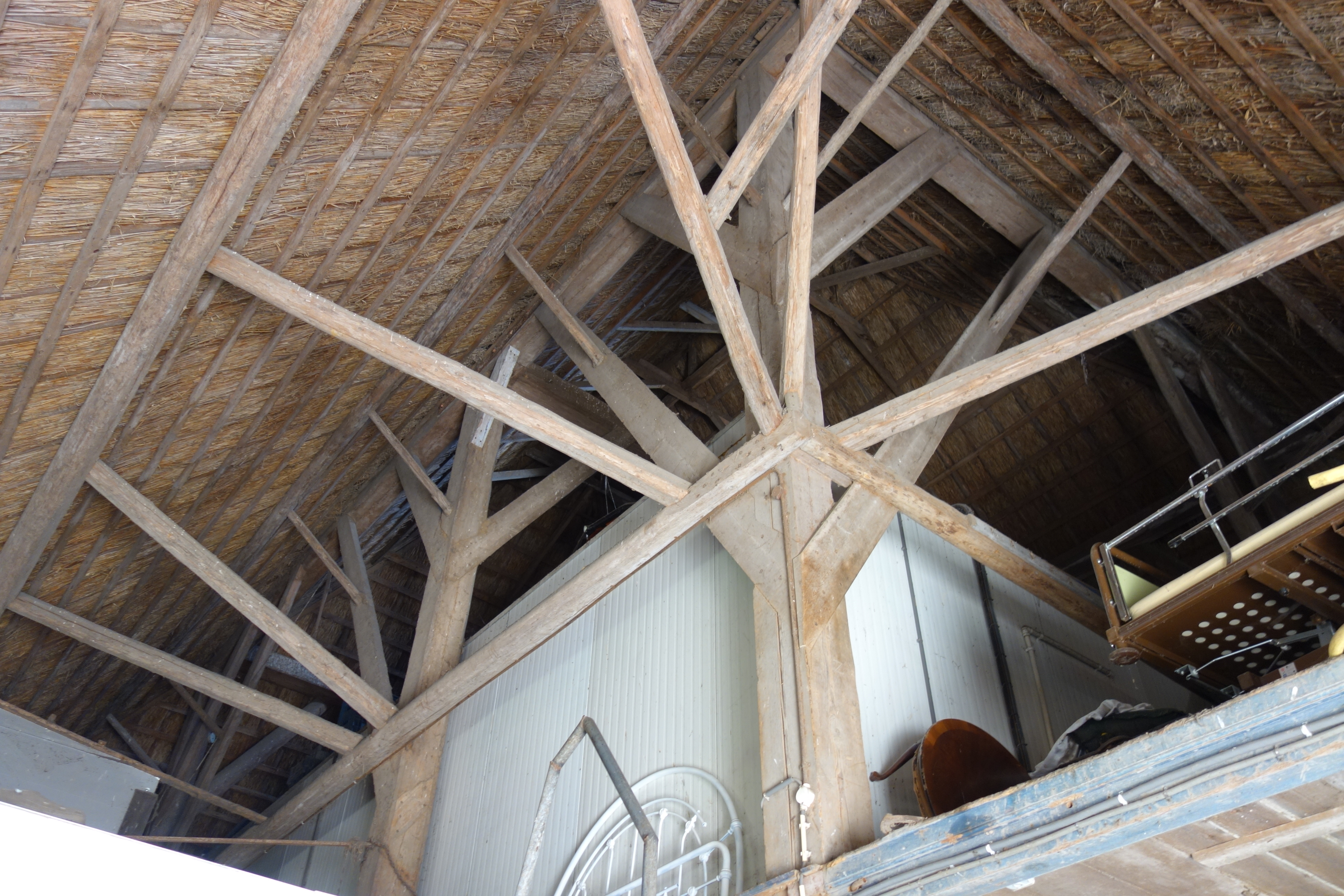
Een deel van het vierkant in een stolp in Berkhout

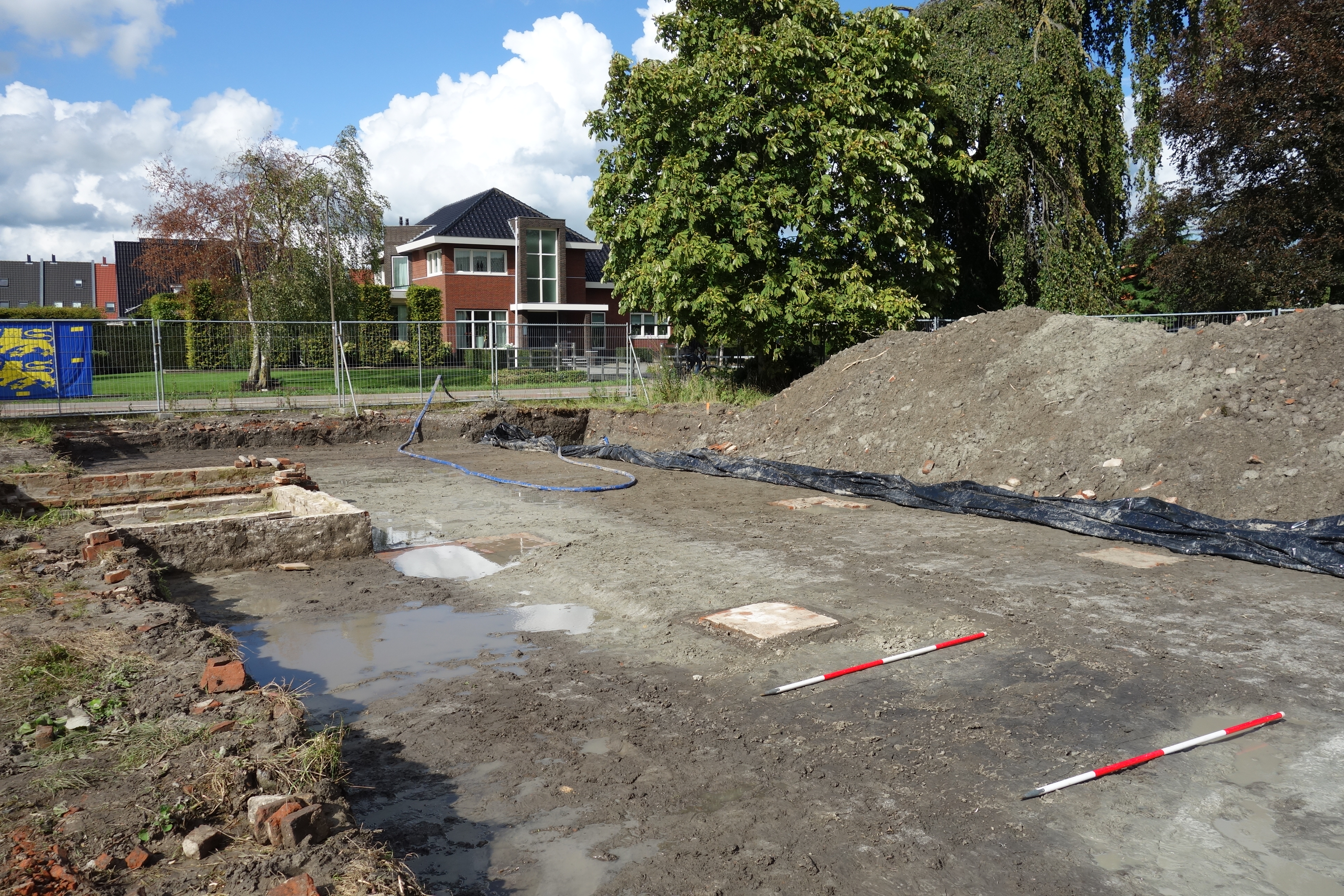
Drie van de vier poeren zijn bij deze archeologische opgraving in Westerblokker zichtbaar

Het vierkant is bij een stolpboerderij het gebint dat het gehele dak draagt en waar de stolpboerderijen hun vierkante grondplan aan te danken hebben. Een vierkant kan ook rechthoekig zijn en daarbij niet de gebruikelijke vier, maar zes staanders tellen, dan spreekt men van een dubbel vierkant. Het hout van het vierkant werd doorgaans twee tot vijf jaar voor de bouw gekapt. Het vierkant werd bedrijfsmatig gebruikt als tasruimte voor hooi of andere oogstproducten.

## Geschiedenis
De stolpboerderij ontstond gedurende de 16e eeuw uit de integratie van de hooiberg in de langhuisboerderij. De oudst bekende stolp was jarenlang de Barmhartige Samaritaan (1659) in Blokker, maar na dendrochronologisch onderzoek bleken de oudst bekende vierkanten uit rond 1560 te stammen. De eerste vierkanten die gebouwd werden hadden nog geen vaste vormgeving, anders dan de vier staanders. Deze staanders waren langer dan die van een langhuisboerderij en werden met elkaar verbonden door in totaal vier liggers. Het vierkant is vaak vormgegeven als een vast gebint met zogenaamde losse bovenbalken. Sommige staanders werden afgerond of zelfs rond gemaakt, in plaats van vierkant.
Een vierkant kan bestaan uit meerdere soorten hout, dan is er vaak spraken van een hergebruikt vierkant. De oudste vierkanten zijn geheel gemaakt van eiken, vaak afkomstig uit Noorwegen, latere vierkanten hebben delen gemaakt van grenen en nog latere vierkanten kunnen volledig uit grenen bestaan.
De staanders rusten vaak op gemetselde poeren, bij moderne boerderijen kunnen ze ook van beton zijn, die als fundering fungeren. Zij voorkomen bij een houten vierkant dat de onderkanten van de staanders kunnen gaan rotten.
In de 19e eeuw werden vierkanten wel gekoppeld, waardoor er extra lange stolpen gebouwd konden worden. Margaretha’s Hoeve in Haarlemmermeer is hier een voorbeeld van met vier gekoppelde vierkanten.